# Беренгар I (Зулцбах)
Беренгар I фон Зулцбах (на немски: Berengar I von Sulzbach, също Berengar II von Sulzbach; * преди 1080, † 3 декември 1125) е граф на Зулцбах в Нордгау, Бавария. Той е близък на император Хайнрих IV и съветник на император Хайнрих V.

## Биография
Той е син на граф Гебхард II фон Зулцбах († 1085) и Ирмгард фон Рот († 14 юни 1101), дъщеря и наследничка на граф Куно I фон Рот († 1086) от род Пилгримиди и на Ута фон Дисен-Андекс († 1086).
Беренгар I е женен първо за Аделхайд фон Лехсгемюнд († 1105), вдовица на богатия граф Улрих фон Пасау († 1099), която умира след шест години през 1105 г. Двамата нямат деца. След това той се жени за Аделхайд фон Волфратсхаузен, с която има шест деца. Вероятно чрез връзките на Беренгар с римско-немския крал и император Хайнрих V, четири от децата му се женят в най-висшите кръгове: Гебхард III се жени за Матилда, дъщеря на баварския херцог Хайнрих IX, Гертруда фон Зулцбах става като съпруга на крал Конрад III германска кралица, Луитгарт фон Зулцбах се омъжва за херцог Готфрид II и става херцогиня на Долна Лотарингия и Берта фон Зулцбах се омъжва за византийския император Мануил I Комнин и става императрица на Източен Рим (Византийска империя).
Беренгар I участва при свалянето на император Хайнрих IV и издигането на неговия син Хайнрих V. Той става важен съветник на Хайнрих V и пътува по имперски задачи. Между 1104 и 1106 г. той участва в походите на Хайнрих V в Унгария и Полша и до Рим.
Той основава манастирите Берхтесгаден, Баумбург и Кастл, последният заедно с граф Фридрих от Кастл-Хабсберг и неговия син Ото.
Той основава първият си манастир в Берхтесгаден по нареждане на майка му Ирмгард фон Рот, за изпълнение на даденото ѝ обещание за благодарност според легендата за спасението на баща му Гебхард II фон Зулцбах след ловжийско произшествие при скалите, на които днес се намира Берхтенсгаденската църква Св. Петър и Йоан Кръстител.

## Деца
Беренгар I фон Зулцбах има с втората си съпруга Аделхайд фон Волфратсхаузен (* ок. 1084; † 11 януари 1126) децата:
- Аделхайд, абатиса на манастир Нидернбург в Пасау
- Гебхард III († 1188), граф на Зулцбах, женен 1129 г. за Матилда, дъщеря на Хайнрих IX от Бавария
- Гертруда фон Зулцбах († 1146), германска кралица, омъжва се пр. 1134 г. за крал Конрад III
- Берта фон Зулцбах (1110 – 1159), византийска императрица (1146 – 1159), първа съпруга на византийския император Мануил I Комнин
- Луитгарт фон Зулцбах († сл. 1163), омъжва се I.: 1139 за херцог Готфрид II и II.: ок. 1143 г. за граф Хуго X фон Дагсбург-Мец († 1178)
- Матилда († 1165), омъжва се 1140 г. за Енгелберт III, маркграф на Истрия